# Julian Schwinger
Julian Seymour Schwinger (født 12. februar 1918, død 16 juli 1994) var en amerikansk teoretisk fysiker, der modtog nobelprisen i fysik i 1965 sammen med Shinichiro Tomonaga og Richard P. Feynman for deres arbejde med kvanteelektrodynamik, hvor Schwinger var med til at udvikle en relativistisk konstant perturbationteori. Han var professor i fysik på adskillige universiteter.